# Questo luogo è proibito
Questo luogo è proibito (This Property is Condemned), a volte portato in scena in Italia con il titolo Questa ragazza è di tutti, è un atto unico di Tennessee Williams scritto nel 1941 e portato al debutto a New York l'anno successivo.

## Trama
Nei pressi di una linea ferroviaria, la giovane Willie si imbatte di Tom, un ragazzo con un aquilone che ha abbandonato un dottorato di ricerca due anni prima dopo la morte della sorella. Dopo aver ascoltato la storia di Tom, Willie gli racconta di sua sorella, morta per un'infezione ai polmoni. Il ragazzo le chiede che il pettegolezzo secondo cui lei avrebbe danzato nuda per Frank Waters sia vero e la giovane prova a cambiare argomento; Tom le chiede di danzare per lui, ma lei rifiuta, affermando di aver danzato per altri uomini solo quando si sentiva sola. La ragazza finisce per ammettere di vivere nella casa abbandonata dietro alla ferrovia e di ricevere le visite di viaggiatori. Alla fine si allontana cantando tra sé e sé, mentre Tom saggia il vento per vedere se potrà far volare il suo aquilone.

## Commento
La pièce è una sorta di sequel dell'atto unico Hello From Bertha, in cui Williams immagina la storia vista del punto di vista della sorella minore della protagonista. Alycia Smith-Howard e Greta Heintzelman hanno osservato che il personaggio di Willie ha molto in comune con le grandi eroine di Williams come Blanche DuBois, in particolare l'incapacità di andare avanti e accettare la fine di un passato a cui si avvinghia disperatamente.

## Debutto
L'opera ha avuto il suo debutto alla New School for Social Research di New York nel 1942.
La prima del dramma in Italia è avvenuta in forma radiofonica nel 1949 insieme ad altri due atti unici; raggiunse le scene nel 1956, quando la pièce, con il titolo Questo luogo è proibito, ha avuto il suo esordio al Teatro Pirandello di Roma con la regia di Lucio Chiavarelli.

## Adattamento cinematografico
Nel 1966 Sydney Pollack ha diretto un adattamento cinematografico del dramma intitolato Questa ragazza è di tutti. La sceneggiatura, scrittra da Francis Ford Coppola, Fred Coe ed Edith R. Somer, andò ad ampliare il testo di Williams, aggiungendo diversi personaggi ed esplorando il passato della sorella di Willie. Natalie Wood e Robert Redford interpretarono i due protagonisti.